# الأقيبل القيني
الأَقَيْبِل القَيْني (؟ - نحو 85 هـ /704 م) (الأقيبل بن نبهان بن خنف، من بني القين بن جسر، من قضاعة) شاعر عربي في القرن السابع الميلادي، يعتبر من شعراء عصر صدر الإسلام.

## سيرته وشعره
اشتهر في أيام يزيد بن معاوية. ثم كان مع الحجاج بن يوسف حين خرج إلى ابن الزبير. وهجا الحجاج، فطلبه، فهرب حتى أتى قبر مروان بن الحكم، فعاذ به، فأمّنه عبد الملك بن مروان وكتب إلى الحجاج ألا يعرض له وجعله في ذمته. قال الآمدي:«له قصائد جياد ومقطعات في أشعار بني القين.» صرعته ناقته في بعض أسفاره فمات. وكان أسود اللون.

ذكر ابن عساكر في تاريخ دمشق عنه: «شاعر كان في أيام يزيد بن معاوية...قال الأقيبل القيني وكان أسود وهو شامي اتهم بقتيل فقدّم إلى يزيد بن معاوية لضرب عنقه، فقال له يزيد : يا أقيبل أنشدني قصيدتك التي وصفت الخمر، فأنشده إيّاها وفيها :
فجرت بينهما في ذلك محاورة ثم أنشده :
فأطلقه، ثم جنى جناية فحبسه الحجّاج، فهرب من الحبس، ولحق بعبد الملك معتاذا بقبر مروان، وقال :
فأمنه عبد الملك وقال له : لا بد من الرجوع إلى الحجّاج، فانطلق إليه، وقال :